# Dorfkirche Elbisbach

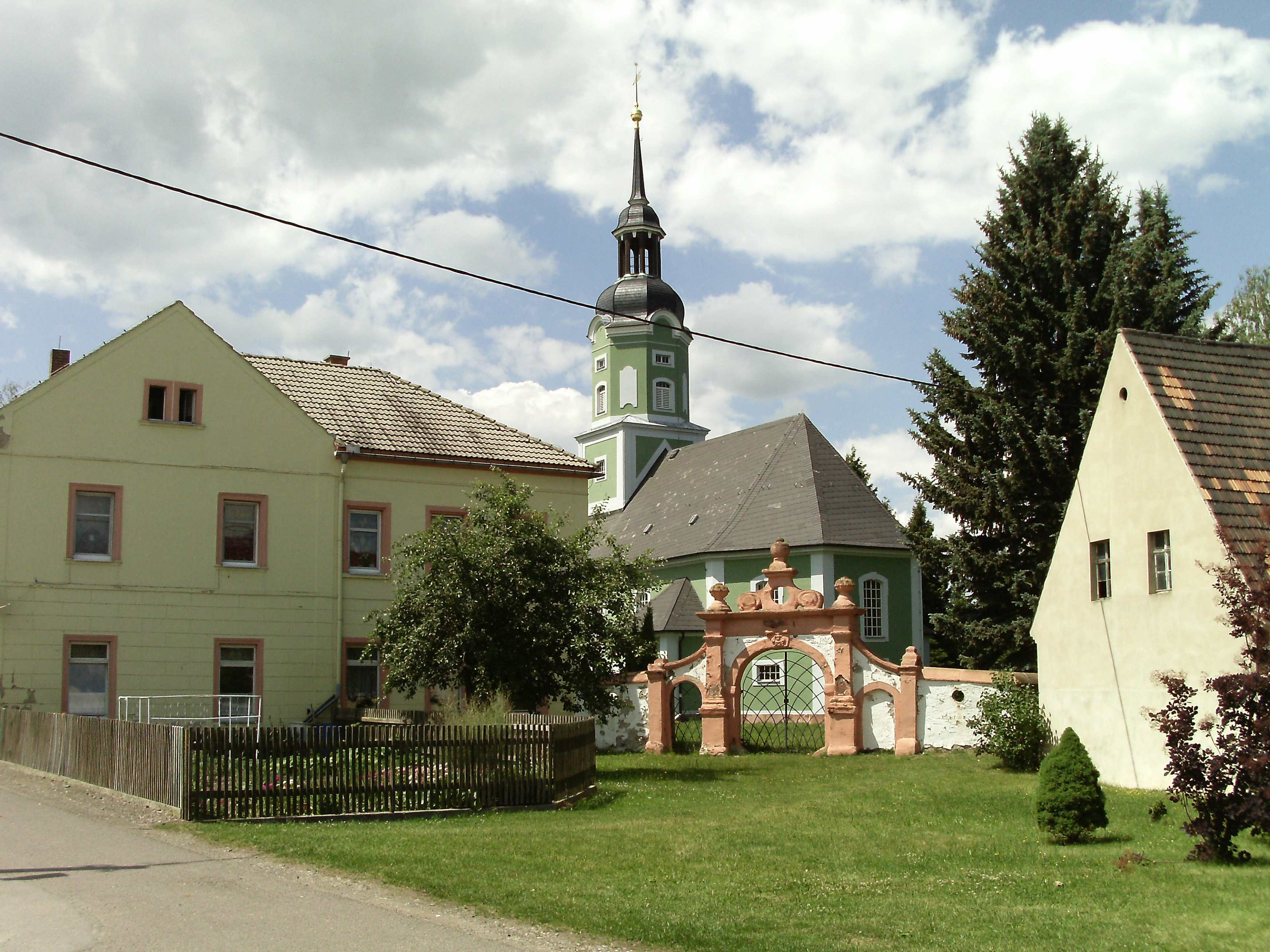
Dorfkirche Elbisbach

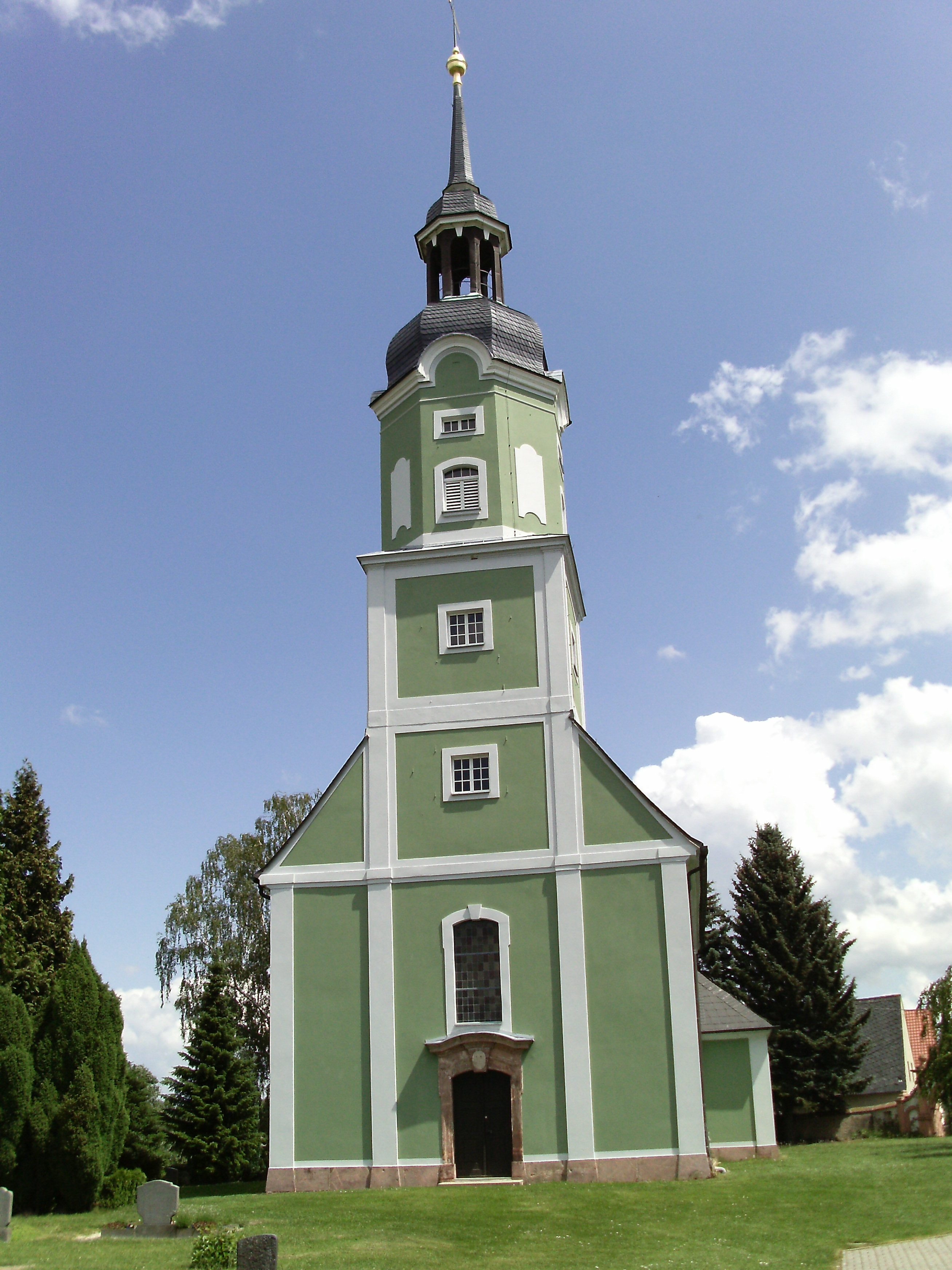
Turmansicht

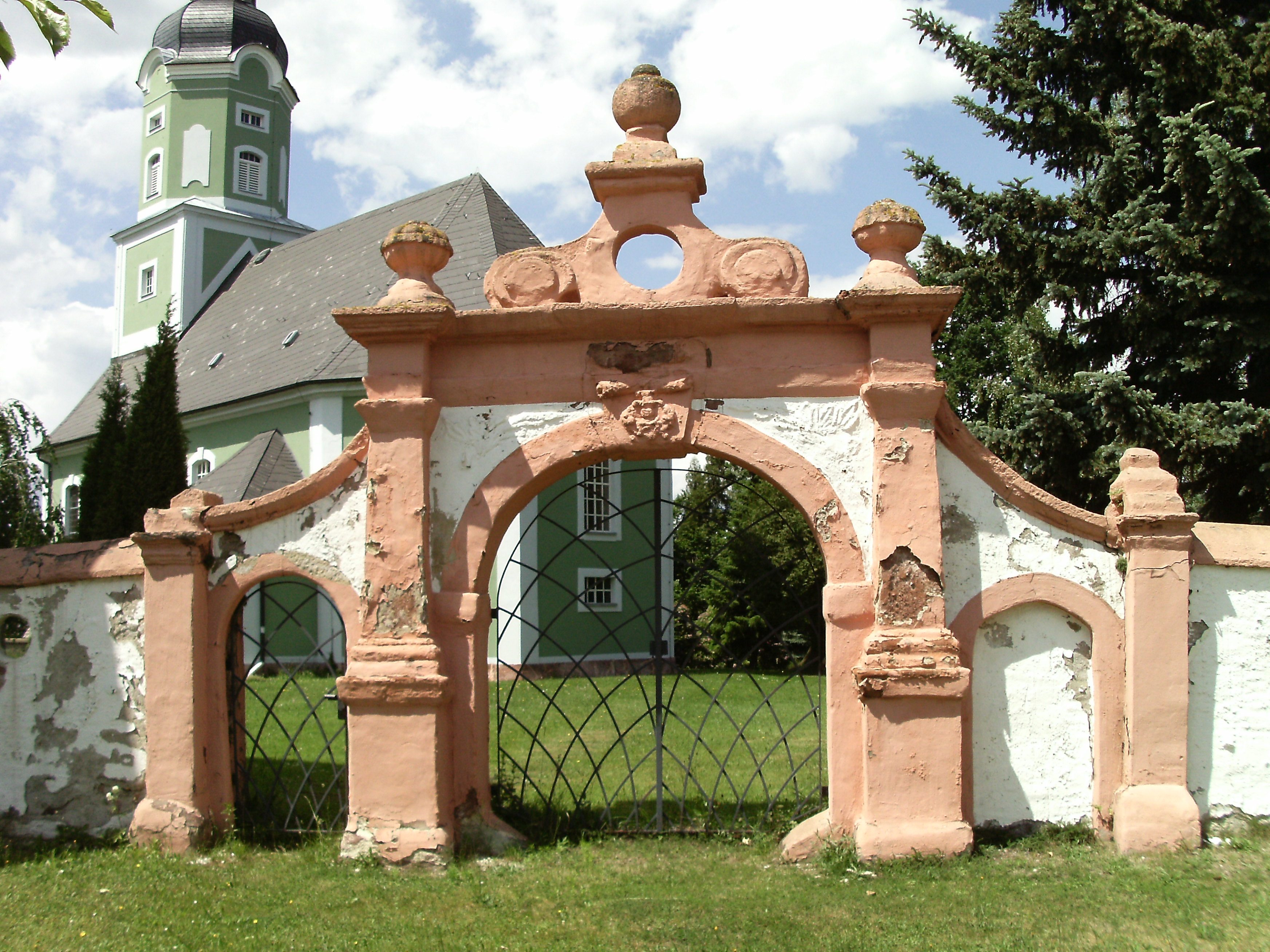
Ansicht des Kirchhofportals

Die evangelische Dorfkirche Elbisbach ist eine barocke Saalkirche im Ortsteil Elbisbach von Frohburg im Landkreis Leipzig in Sachsen. Sie gehört zur Kirchengemeinde Elbisbach im Kirchspiel Frohburg der Evangelisch-Lutherischen Landeskirche Sachsens.

## Geschichte und Architektur
Die schlichte Saalkirche in Elbisbach wurde im zweiten Viertel des 18. Jahrhunderts als Putzbau mit dreiseitig geschlossenem Chor errichtet. Der Westturm ist mit einer geschweiften Haube mit Laterne abgeschlossen. 
Das Innere ist durch eine Holzdecke mit doppelter, mehrfach gebrochener Stuckprofilierung gedeckt. 
Der Friedhof ist von Resten einer Wehrmauer umgeben, in der mehrere Schießscharten erhalten sind. Das barocke Portal ist mit einem geschweiften Giebel und Kugelzier versehen.

## Ausstattung
Die barocke Ausstattung stammt aus der Entstehungszeit. Der prachtvoll marmorierte und vergoldete Kanzelaltar ist mit korinthischen Pilastern gegliedert und zeigt über dem Gesims eine Strahlenglorie und Vasenaufsätze. Die Kanzel ist mit Akanthusornament versehen. Seitlich sind Abendmahlsdurchgänge mit Kartuschenaufsätzen angeordnet. Die große oktogonale Holztaufe mit reichem Schmuck in geschweifter Form ist ebenfalls mit Akanthusschmuck ausgestattet.

## Orgel
Die Orgel ist ein Werk von Johann Ephraim Hübner aus dem Jahr 1758 mit 12 Registern auf einem Manual und Pedal. Mehrere Reparaturen und Veränderungen sind überliefert. Im Jahr 1795 wurden eine Reinigung vorgenommen, die Bälge repariert und eine Pedalkoppel eingebaut. Im Jahr 1917 wurden die Prospektpfeifen für Rüstungszwecke abgegeben. Im Jahr 1921 wurde eine Reinigung durch Alfred Schmeisser vorgenommen. Im darauf folgenden Jahr wurden durch die Firma Schmidt & Berger aus Borna Prospektpfeifen aus Zink eingebaut. Weitere Instandsetzungen sind nicht bekannt. Die Disposition lautet:
| Manual CD–c3 |    |  |
| Unda maris   | 8′ |  |
| Qvinta Viola | 8′ |  |
| Flaute major | 8′ |  |
| Principal    | 4′ |  |
| Flaut minor  | 4′ |  |
| Quinta       | 3′ |  |
| Octava       | 2′ |  |
| SüffFlaut    | 1′ |  |
| Mixtur III   | 1′ |  |
| Cornett II   |    |  |

| Pedal CD–c1 |     |  |
| Sub Bass    | 16′ |  |
| Violon Bass | 8′  |  |

Nebenregister
- Pedalkoppel (seit 1795)

Anmerkungen
- Tonhöhe: a1 = 462 Hz
- Winddruck: 55 mmWS